# Bossiaeeae
Bossiaeeae és una tribu de fanerògames que pertany a la subfamília de les fabàcies. Aquestes plantes normalment són arbusts amb flors roges i grogues endèmiques d'Austràlia, comunament anomenades com "peres amb ous" i "pernil d'Austràlia". Es troben filogenèticament vinculada amb la tribu Mirbelieae.

## Gèneres
- Goodia
- Bossiaea
- Platylobium
- Muelleranthus
- Ptychosema
- Aenictophyton